# Paul Scoon
Sir Paul Scoon, né le 4 juillet 1935 et mort le 2 septembre 2013, a été gouverneur général de la Grenade pendant 14 ans, de 1978 à 1992.

## Biographie
Paul Scoon est né le 4 juillet 1935 à Gouyave, une ville sur la côte ouest de la Grenade. Il a étudié à la St. John's Anglican School, puis à la Grenada Boys' Secondary School. Scoon a ensuite été diplômé de l'Université de Londres avant d'étudier à l'Université de Leeds et d'obtenir une maîtrise en éducation à l'Université de Toronto (Canada). Il est retourné à la Grenade pour enseigner à la Grenada Boys' Secondary School. Après une carrière passée de directeur dans l'éducation, il devient finalement secrétaire du Cabinet, chef de la fonction publique. Il a été décoré de l'Ordre de l'Empire britannique en 1970 et en 1973, il retourna à Londres pour occuper le poste de vice-directeur de la Fondation du Commonwealth. En 1978, il a été nommé gouverneur général de la Grenade par la reine Élisabeth II. Il est maintenu dans ses fonctions par le Gouvernement révolutionnaire populaire de la Grenade, le régime communiste en place entre 1979 et 1983. Mis en sûreté par les forces américaines durant l'invasion de la Grenade qui met un terme au régime communiste, Paul Scoon reprend ensuite ses fonctions durant la transition politique qui suit l'invasion de 1983, et reste en place jusqu'en 1992.